# Clásico RCN 2020
La 60.ª edición del Clásico RCN fue una carrera de ciclismo en ruta por etapas que se celebró entre el 29 de noviembre y el 6 de diciembre de 2020 con inicio en la ciudad de Ibagué y final en el municipio de Concepción (Antioquia) en Colombia. El recorrido constó de un total de 8 etapas sobre una distancia total de 853,9 km.
La carrera se realizó como una competencia de categoría nacional no UCI y fue ganada por el ciclista colombiano José Tito Hernández del Team Medellín. Completaron el podio el español Óscar Sevilla también del Team Medellín y el colombiano Didier Merchán del Colombia Tierra de Atletas-GW.

## Equipos participantes
Tomaron la partida un total de 16 equipos, de los cuales 4 fueron de categoría Continental y 12 equipos regionales y de clubes, formando un pelotón de 136 ciclistas de los que terminaron 109. Los equipos participantes fueron:
| Equipos continentales (4)- Medellín - Supergiros-Alcaldía de Manizales - Colombia Tierra de Atletas-GW Bicicletas - IDEA-Ag. Antioqueño-Ind. Antioquia-Lot. Medellín Equipos ciclistas aficionados (10)- Colnago CM Team - UAE Team Colombia - Aguardiente Néctar-Indeportes Cundinamarca - Edimar - Quicideportes - Carnaval del Pollo - EBSA Empresa de Energía Boyacá - Avinal-GW-Sistecrédito - Tolima es Pasión - Sheffy - Fuerzas Armadas - Alcubo Travel - Fundación Depormundo - Alcaldía de La Vega - Loteboy - A Tope Cycling Equipos regionales y de clubes (2)- Manzur Cycling Design - Team Neiva - HyF Sport |
| |

## Etapas
| Etapa     | Fecha     | Recorrido                  | type                     | Distancia (km) | Ganador           | Líder                |
| --------- | --------- | -------------------------- | ------------------------ | -------------- | ----------------- | -------------------- |
| 1.ª etapa | 29 de nov | Ibagué – Alvarado          | contrarreloj por equipos | 27,1           | Medellín          | Brayan Sánchez       |
| 2.ª etapa | 30 de nov | Ibagué – Ibagué            | etapa de media montaña   | 148            | Edison Muñoz      | Óscar Sevilla        |
| 3.ª etapa | 1 de dic  | Ibagué – Buga              | etapa de montaña         | 196,4          | Óscar Quiroz      | Óscar Quiroz         |
| 4.ª etapa | 2 de dic  | Buga – Santa Rosa de Cabal | etapa de media montaña   | 152,4          | Róbigzon Oyola    | Rafael Stiven Pineda |
| 5.ª etapa | 3 de dic  | Quimbaya – Filandia        | cronoescalada            | 16,7           | Óscar Sevilla     | José Tito Hernández  |
| 6.ª etapa | 4 de dic  | Pereira – Riosucio         | etapa de montaña         | 123,5          | Javier Jamaica    | José Tito Hernández  |
| 7.ª etapa | 5 de dic  | La Pintada – Caldas        | etapa de montaña         | 59,2           | Adrián Bustamante | José Tito Hernández  |
| 8.ª etapa | 6 de dic  | Medellín – Concepción      | etapa de media montaña   | 130,6          | Cristhian Montoya | José Tito Hernández  |

## Desarrollo de la carrera

### 1.ª etapa
| Ibagué - Alvarado | contrarreloj por equipos | (27,1 km) |

| \| Clasificación de la etapa \| Clasificación de la etapa \| Clasificación de la etapa \| Clasificación de la etapa \| Clasificación de la etapa \| Clasificación de la etapa \| \| Equipo \| Equipo \| Tiempo \| Diferencia \| Promedio \| \| \| ------------------------- \| ---------------------------------------------- \| ------------------------- \| ------------------------- \| ------------------------- \| ------------------------- \| \| 1.º \| Medellín \| 25 min 09 s \| 0 s \| 64.413 km/h \| \| \| 2.º \| Colombia Tierra de Atletas-GW Bicicletas \| 25 min 54 s \| + 45 s \| 62.548 km/h \| \| \| 3.º \| UAE Team Colombia \| 26 min 14 s \| + 1 min 05 s \| 61.753 km/h \| \| \| 4.º \| Supergiros-Alcaldía de Manizales \| 26 min 29 s \| + 1 min 20 s \| 61.170 km/h \| \| \| 5.º \| Equipo Continental Orgullo Paisa \| 26 min 48 s \| + 1 min 39 s \| 60.447 km/h \| \| \| 6.º \| Alcaldía de La Vega - Loteboy - A Tope Cycling \| 26 min 50 s \| + 1 min 41 s \| 60.372 km/h \| \| \| 7.º \| Aguardiente Néctar-Indeportes Cundinamarca \| 26 min 54 s \| + 1 min 45 s \| 60.223 km/h \| \| \| 8.º \| EBSA Empresa de Energía Boyacá \| 26 min 56 s \| + 1 min 47 s \| 60.148 km/h \| \| \| 9.º \| Colnago CM Team \| 27 min 11 s \| + 2 min 02 s \| 59.595 km/h \| \| \| 10.º \| Team Neiva - HyF Sport \| 27 min 37 s \| + 2 min 28 s \| 58.660 km/h \| \| |                                                |             |              |             |
| |                                                |             |              |             |
| |                                                |             |              |             |
| Clasificación de la etapa |                                                |             |              |             |
| Equipo | Equipo                                         | Tiempo      | Diferencia   | Promedio    |
| 1.º | Medellín                                       | 25 min 09 s | 0 s          | 64.413 km/h |
| 2.º | Colombia Tierra de Atletas-GW Bicicletas       | 25 min 54 s | + 45 s       | 62.548 km/h |
| 3.º | UAE Team Colombia                              | 26 min 14 s | + 1 min 05 s | 61.753 km/h |
| 4.º | Supergiros-Alcaldía de Manizales               | 26 min 29 s | + 1 min 20 s | 61.170 km/h |
| 5.º | Equipo Continental Orgullo Paisa               | 26 min 48 s | + 1 min 39 s | 60.447 km/h |
| 6.º | Alcaldía de La Vega - Loteboy - A Tope Cycling | 26 min 50 s | + 1 min 41 s | 60.372 km/h |
| 7.º | Aguardiente Néctar-Indeportes Cundinamarca     | 26 min 54 s | + 1 min 45 s | 60.223 km/h |
| 8.º | EBSA Empresa de Energía Boyacá                 | 26 min 56 s | + 1 min 47 s | 60.148 km/h |
| 9.º | Colnago CM Team                                | 27 min 11 s | + 2 min 02 s | 59.595 km/h |
| 10.º | Team Neiva - HyF Sport                         | 27 min 37 s | + 2 min 28 s | 58.660 km/h |

| \| Clasificación general \| Clasificación general \| Clasificación general \| Clasificación general \| Clasificación general \| \| Ciclista \| Ciclista \| Equipo \| Tiempo \| \| \| --------------------- \| --------------------- \| --------------------- \| --------------------- \| --------------------- \| \| 1.º \| Brayan Sánchez \| Medellín \| 25 min 09 s \| \| \| 2.º \| Nicolás Paredes \| Medellín \| + 0 s \| \| \| 3.º \| Weimar Roldán \| Medellín \| + 0 s \| \| \| 4.º \| Óscar Sevilla \| Medellín \| + 0 s \| \| \| 5.º \| Róbigzon Oyola \| Medellín \| + 0 s \| \| \| 6.º \| Fabio Duarte \| Medellín \| + 0 s \| \| \| 7.º \| Walter Vargas \| Medellín \| + 0 s \| \| \| 8.º \| Robinson Chalapud \| Medellín \| + 0 s \| \| \| 9.º \| José Tito Hernández \| Medellín \| + 0 s \| \| \| 10.º \| Cristhian Montoya \| Medellín \| + 0 s \| \| |                     |          |             |
| |                     |          |             |
| |                     |          |             |
| Clasificación general |                     |          |             |
| Ciclista | Ciclista            | Equipo   | Tiempo      |
| 1.º | Brayan Sánchez      | Medellín | 25 min 09 s |
| 2.º | Nicolás Paredes     | Medellín | + 0 s       |
| 3.º | Weimar Roldán       | Medellín | + 0 s       |
| 4.º | Óscar Sevilla       | Medellín | + 0 s       |
| 5.º | Róbigzon Oyola      | Medellín | + 0 s       |
| 6.º | Fabio Duarte        | Medellín | + 0 s       |
| 7.º | Walter Vargas       | Medellín | + 0 s       |
| 8.º | Robinson Chalapud   | Medellín | + 0 s       |
| 9.º | José Tito Hernández | Medellín | + 0 s       |
| 10.º | Cristhian Montoya   | Medellín | + 0 s       |

### 2.ª etapa
| Ibagué - Ibagué | etapa de media montaña | (148 km) |

| \| Clasificación de la etapa \| Clasificación de la etapa \| Clasificación de la etapa \| Clasificación de la etapa \| Clasificación de la etapa \| \| Ciclista \| Ciclista \| Equipo \| Tiempo \| \| \| ------------------------- \| ------------------------- \| ------------------------------------------------ \| ------------------------- \| ------------------------- \| \| 1.º \| Edison Muñoz \| IDEA-Ag. Antioqueño-Ind. Antioquia-Lot. Medellín \| 3 h 25 min 30 s \| \| \| 2.º \| Óscar Sevilla \| Medellín \| + 0 s \| \| \| 3.º \| Óscar Quiroz \| Colombia Tierra de Atletas-GW Bicicletas \| + 0 s \| \| \| 4.º \| Óscar Pachón \| Aguardiente Néctar-Indeportes Cundinamarca \| + 0 s \| \| \| 5.º \| Adrián Bustamante \| UAE Team Colombia \| + 0 s \| \| \| 6.º \| Rafael Stiven Pineda \| UAE Team Colombia \| + 0 s \| \| \| 7.º \| Didier Chaparro \| IDEA-Ag. Antioqueño-Ind. Antioquia-Lot. Medellín \| + 0 s \| \| \| 8.º \| Hernán Aguirre \| Colombia Tierra de Atletas-GW Bicicletas \| + 0 s \| \| \| 9.º \| José Tito Hernández \| Medellín \| + 0 s \| \| \| 10.º \| Wilson Peña Molano \| Colombia Tierra de Atletas-GW Bicicletas \| + 0 s \| \| |                      |                                                  |                 |
| |                      |                                                  |                 |
| |                      |                                                  |                 |
| Clasificación de la etapa |                      |                                                  |                 |
| Ciclista | Ciclista             | Equipo                                           | Tiempo          |
| 1.º | Edison Muñoz         | IDEA-Ag. Antioqueño-Ind. Antioquia-Lot. Medellín | 3 h 25 min 30 s |
| 2.º | Óscar Sevilla        | Medellín                                         | + 0 s           |
| 3.º | Óscar Quiroz         | Colombia Tierra de Atletas-GW Bicicletas         | + 0 s           |
| 4.º | Óscar Pachón         | Aguardiente Néctar-Indeportes Cundinamarca       | + 0 s           |
| 5.º | Adrián Bustamante    | UAE Team Colombia                                | + 0 s           |
| 6.º | Rafael Stiven Pineda | UAE Team Colombia                                | + 0 s           |
| 7.º | Didier Chaparro      | IDEA-Ag. Antioqueño-Ind. Antioquia-Lot. Medellín | + 0 s           |
| 8.º | Hernán Aguirre       | Colombia Tierra de Atletas-GW Bicicletas         | + 0 s           |
| 9.º | José Tito Hernández  | Medellín                                         | + 0 s           |
| 10.º | Wilson Peña Molano   | Colombia Tierra de Atletas-GW Bicicletas         | + 0 s           |

| \| Clasificación general \| Clasificación general \| Clasificación general \| Clasificación general \| Clasificación general \| \| Ciclista \| Ciclista \| Equipo \| Tiempo \| \| \| --------------------- \| ---------------------- \| ---------------------------------------- \| --------------------- \| --------------------- \| \| 1.º \| Óscar Sevilla \| Medellín \| 3 h 50 min 33 s \| \| \| 2.º \| Brayan Sánchez \| Medellín \| + 6 s \| \| \| 3.º \| José Tito Hernández \| Medellín \| + 6 s \| \| \| 4.º \| Óscar Quiroz \| Colombia Tierra de Atletas-GW Bicicletas \| + 12 s \| \| \| 5.º \| Nicolás Paredes \| Medellín \| + 14 s \| \| \| 6.º \| Hernán Aguirre \| Colombia Tierra de Atletas-GW Bicicletas \| + 16 s \| \| \| 7.º \| Wilson Peña Molano \| Colombia Tierra de Atletas-GW Bicicletas \| + 16 s \| \| \| 8.º \| Darwin Atapuma \| Colombia Tierra de Atletas-GW Bicicletas \| + 16 s \| \| \| 9.º \| Didier Merchán \| Colombia Tierra de Atletas-GW Bicicletas \| + 16 s \| \| \| 10.º \| Javier Ignacio Montoya \| Colombia Tierra de Atletas-GW Bicicletas \| + 24 s \| \| |                        |                                          |                 |
| |                        |                                          |                 |
| |                        |                                          |                 |
| Clasificación general |                        |                                          |                 |
| Ciclista | Ciclista               | Equipo                                   | Tiempo          |
| 1.º | Óscar Sevilla          | Medellín                                 | 3 h 50 min 33 s |
| 2.º | Brayan Sánchez         | Medellín                                 | + 6 s           |
| 3.º | José Tito Hernández    | Medellín                                 | + 6 s           |
| 4.º | Óscar Quiroz           | Colombia Tierra de Atletas-GW Bicicletas | + 12 s          |
| 5.º | Nicolás Paredes        | Medellín                                 | + 14 s          |
| 6.º | Hernán Aguirre         | Colombia Tierra de Atletas-GW Bicicletas | + 16 s          |
| 7.º | Wilson Peña Molano     | Colombia Tierra de Atletas-GW Bicicletas | + 16 s          |
| 8.º | Darwin Atapuma         | Colombia Tierra de Atletas-GW Bicicletas | + 16 s          |
| 9.º | Didier Merchán         | Colombia Tierra de Atletas-GW Bicicletas | + 16 s          |
| 10.º | Javier Ignacio Montoya | Colombia Tierra de Atletas-GW Bicicletas | + 24 s          |

### 3.ª etapa
| Ibagué - Buga | etapa de montaña | (196,4 km) |

| \| Clasificación de la etapa \| Clasificación de la etapa \| Clasificación de la etapa \| Clasificación de la etapa \| Clasificación de la etapa \| \| Ciclista \| Ciclista \| Equipo \| Tiempo \| \| \| ------------------------- \| ------------------------- \| ---------------------------------------- \| ------------------------- \| ------------------------- \| \| 1.º \| Óscar Quiroz \| Colombia Tierra de Atletas-GW Bicicletas \| 5 h 10 min 13 s \| \| \| 2.º \| Wilson Peña Molano \| Colombia Tierra de Atletas-GW Bicicletas \| + 4 s \| \| \| 3.º \| Nelson Soto Martínez \| Colombia Tierra de Atletas-GW Bicicletas \| + 4 s \| \| \| 4.º \| Óscar Sevilla \| Medellín \| + 4 s \| \| \| 5.º \| Rafael Stiven Pineda \| UAE Team Colombia \| + 4 s \| \| \| 6.º \| Nicolás Paredes \| Medellín \| + 13 s \| \| \| 7.º \| Santiago Ramírez Duque \| Avinal-GW-Sistecrédito \| + 14 s \| \| \| 8.º \| Juan Tito Rendón \| UAE Team Colombia \| + 14 s \| \| \| 9.º \| Darwin Atapuma \| Colombia Tierra de Atletas-GW Bicicletas \| + 19 s \| \| \| 10.º \| Bernardo Suaza \| Equipo Continental Supergiros \| + 19 s \| \| |                        |                                          |                 |
| |                        |                                          |                 |
| |                        |                                          |                 |
| Clasificación de la etapa |                        |                                          |                 |
| Ciclista | Ciclista               | Equipo                                   | Tiempo          |
| 1.º | Óscar Quiroz           | Colombia Tierra de Atletas-GW Bicicletas | 5 h 10 min 13 s |
| 2.º | Wilson Peña Molano     | Colombia Tierra de Atletas-GW Bicicletas | + 4 s           |
| 3.º | Nelson Soto Martínez   | Colombia Tierra de Atletas-GW Bicicletas | + 4 s           |
| 4.º | Óscar Sevilla          | Medellín                                 | + 4 s           |
| 5.º | Rafael Stiven Pineda   | UAE Team Colombia                        | + 4 s           |
| 6.º | Nicolás Paredes        | Medellín                                 | + 13 s          |
| 7.º | Santiago Ramírez Duque | Avinal-GW-Sistecrédito                   | + 14 s          |
| 8.º | Juan Tito Rendón       | UAE Team Colombia                        | + 14 s          |
| 9.º | Darwin Atapuma         | Colombia Tierra de Atletas-GW Bicicletas | + 19 s          |
| 10.º | Bernardo Suaza         | Equipo Continental Supergiros            | + 19 s          |

| \| Clasificación general \| Clasificación general \| Clasificación general \| Clasificación general \| Clasificación general \| \| Ciclista \| Ciclista \| Equipo \| Tiempo \| \| \| --------------------- \| --------------------- \| ---------------------------------------- \| --------------------- \| --------------------- \| \| 1.º \| Óscar Quiroz \| Colombia Tierra de Atletas-GW Bicicletas \| 9 h 00 min 48 s \| \| \| 2.º \| Óscar Sevilla \| Medellín \| + 1 s \| \| \| 3.º \| Wilson Peña Molano \| Colombia Tierra de Atletas-GW Bicicletas \| + 12 s \| \| \| 4.º \| Nicolás Paredes \| Medellín \| + 25 s \| \| \| 5.º \| Rafael Stiven Pineda \| UAE Team Colombia \| + 28 s \| \| \| 6.º \| Darwin Atapuma \| Colombia Tierra de Atletas-GW Bicicletas \| + 33 s \| \| \| 7.º \| José Tito Hernández \| Medellín \| + 37 s \| \| \| 8.º \| Didier Merchán \| Colombia Tierra de Atletas-GW Bicicletas \| + 38 s \| \| \| 9.º \| Brayan Sánchez \| Medellín \| + 41 s \| \| \| 10.º \| Hernán Aguirre \| Colombia Tierra de Atletas-GW Bicicletas \| + 53 s \| \| |                      |                                          |                 |
| |                      |                                          |                 |
| |                      |                                          |                 |
| Clasificación general |                      |                                          |                 |
| Ciclista | Ciclista             | Equipo                                   | Tiempo          |
| 1.º | Óscar Quiroz         | Colombia Tierra de Atletas-GW Bicicletas | 9 h 00 min 48 s |
| 2.º | Óscar Sevilla        | Medellín                                 | + 1 s           |
| 3.º | Wilson Peña Molano   | Colombia Tierra de Atletas-GW Bicicletas | + 12 s          |
| 4.º | Nicolás Paredes      | Medellín                                 | + 25 s          |
| 5.º | Rafael Stiven Pineda | UAE Team Colombia                        | + 28 s          |
| 6.º | Darwin Atapuma       | Colombia Tierra de Atletas-GW Bicicletas | + 33 s          |
| 7.º | José Tito Hernández  | Medellín                                 | + 37 s          |
| 8.º | Didier Merchán       | Colombia Tierra de Atletas-GW Bicicletas | + 38 s          |
| 9.º | Brayan Sánchez       | Medellín                                 | + 41 s          |
| 10.º | Hernán Aguirre       | Colombia Tierra de Atletas-GW Bicicletas | + 53 s          |

### 4.ª etapa
| Buga - Santa Rosa de Cabal | etapa de media montaña | (152,4 km) |

| \| Clasificación de la etapa \| Clasificación de la etapa \| Clasificación de la etapa \| Clasificación de la etapa \| Clasificación de la etapa \| \| Ciclista \| Ciclista \| Equipo \| Tiempo \| \| \| ------------------------- \| ------------------------- \| ------------------------------------------ \| ------------------------- \| ------------------------- \| \| 1.º \| Róbigzon Oyola \| Medellín \| 3 h 24 min 20 s \| \| \| 2.º \| Wilson Cardona \| Aguardiente Néctar-Indeportes Cundinamarca \| + 0 s \| \| \| 3.º \| Rafael Stiven Pineda \| UAE Team Colombia \| + 6 s \| \| \| 4.º \| Didier Merchán \| Colombia Tierra de Atletas-GW Bicicletas \| + 7 s \| \| \| 5.º \| José Tito Hernández \| Medellín \| + 7 s \| \| \| 6.º \| Javier Jamaica \| Colnago CM Team \| + 10 s \| \| \| 7.º \| Salvador Moreno Hernández \| EBSA Empresa de Energía Boyacá \| + 51 s \| \| \| 8.º \| Óscar Pachón \| Aguardiente Néctar-Indeportes Cundinamarca \| + 58 s \| \| \| 9.º \| Óscar Quiroz \| Colombia Tierra de Atletas-GW Bicicletas \| + 1 min 01 s \| \| \| 10.º \| Juan Tito Rendón \| UAE Team Colombia \| + 1 min 01 s \| \| |                           |                                            |                 |
| |                           |                                            |                 |
| |                           |                                            |                 |
| Clasificación de la etapa |                           |                                            |                 |
| Ciclista | Ciclista                  | Equipo                                     | Tiempo          |
| 1.º | Róbigzon Oyola            | Medellín                                   | 3 h 24 min 20 s |
| 2.º | Wilson Cardona            | Aguardiente Néctar-Indeportes Cundinamarca | + 0 s           |
| 3.º | Rafael Stiven Pineda      | UAE Team Colombia                          | + 6 s           |
| 4.º | Didier Merchán            | Colombia Tierra de Atletas-GW Bicicletas   | + 7 s           |
| 5.º | José Tito Hernández       | Medellín                                   | + 7 s           |
| 6.º | Javier Jamaica            | Colnago CM Team                            | + 10 s          |
| 7.º | Salvador Moreno Hernández | EBSA Empresa de Energía Boyacá             | + 51 s          |
| 8.º | Óscar Pachón              | Aguardiente Néctar-Indeportes Cundinamarca | + 58 s          |
| 9.º | Óscar Quiroz              | Colombia Tierra de Atletas-GW Bicicletas   | + 1 min 01 s    |
| 10.º | Juan Tito Rendón          | UAE Team Colombia                          | + 1 min 01 s    |

| \| Clasificación general \| Clasificación general \| Clasificación general \| Clasificación general \| Clasificación general \| \| Ciclista \| Ciclista \| Equipo \| Tiempo \| \| \| --------------------- \| --------------------- \| ---------------------------------------- \| --------------------- \| --------------------- \| \| 1.º \| Rafael Stiven Pineda \| UAE Team Colombia \| 12 h 25 min 38 s \| \| \| 2.º \| José Tito Hernández \| Medellín \| + 14 s \| \| \| 3.º \| Didier Merchán \| Colombia Tierra de Atletas-GW Bicicletas \| + 15 s \| \| \| 4.º \| Óscar Quiroz \| Colombia Tierra de Atletas-GW Bicicletas \| + 31 s \| \| \| 5.º \| Óscar Sevilla \| Medellín \| + 32 s \| \| \| 6.º \| Wilson Peña Molano \| Colombia Tierra de Atletas-GW Bicicletas \| + 43 s \| \| \| 7.º \| Nicolás Paredes \| Medellín \| + 56 s \| \| \| 8.º \| Darwin Atapuma \| Colombia Tierra de Atletas-GW Bicicletas \| + 1 min 04 s \| \| \| 9.º \| Brayan Sánchez \| Medellín \| + 1 min 12 s \| \| \| 10.º \| Hernán Aguirre \| Colombia Tierra de Atletas-GW Bicicletas \| + 1 min 24 s \| \| |                      |                                          |                  |
| |                      |                                          |                  |
| |                      |                                          |                  |
| Clasificación general |                      |                                          |                  |
| Ciclista | Ciclista             | Equipo                                   | Tiempo           |
| 1.º | Rafael Stiven Pineda | UAE Team Colombia                        | 12 h 25 min 38 s |
| 2.º | José Tito Hernández  | Medellín                                 | + 14 s           |
| 3.º | Didier Merchán       | Colombia Tierra de Atletas-GW Bicicletas | + 15 s           |
| 4.º | Óscar Quiroz         | Colombia Tierra de Atletas-GW Bicicletas | + 31 s           |
| 5.º | Óscar Sevilla        | Medellín                                 | + 32 s           |
| 6.º | Wilson Peña Molano   | Colombia Tierra de Atletas-GW Bicicletas | + 43 s           |
| 7.º | Nicolás Paredes      | Medellín                                 | + 56 s           |
| 8.º | Darwin Atapuma       | Colombia Tierra de Atletas-GW Bicicletas | + 1 min 04 s     |
| 9.º | Brayan Sánchez       | Medellín                                 | + 1 min 12 s     |
| 10.º | Hernán Aguirre       | Colombia Tierra de Atletas-GW Bicicletas | + 1 min 24 s     |

### 5.ª etapa
| Quimbaya - Filandia | cronoescalada | (16,7 km) |

| \| Clasificación de la etapa \| Clasificación de la etapa \| Clasificación de la etapa \| Clasificación de la etapa \| Clasificación de la etapa \| \| Ciclista \| Ciclista \| Equipo \| Tiempo \| \| \| ------------------------- \| ------------------------- \| ------------------------------------------------ \| ------------------------- \| ------------------------- \| \| 1.º \| Óscar Sevilla \| Medellín \| 31 min 59 s \| \| \| 2.º \| Fabio Duarte \| Medellín \| + 5 s \| \| \| 3.º \| José Tito Hernández \| Medellín \| + 18 s \| \| \| 4.º \| Didier Merchán \| Colombia Tierra de Atletas-GW Bicicletas \| + 23 s \| \| \| 5.º \| Wilson Peña Molano \| Colombia Tierra de Atletas-GW Bicicletas \| + 33 s \| \| \| 6.º \| Brayan Sánchez \| Medellín \| + 46 s \| \| \| 7.º \| Salvador Moreno Hernández \| EBSA Empresa de Energía Boyacá \| + 1 min 02 s \| \| \| 8.º \| Rafael Stiven Pineda \| UAE Team Colombia \| + 1 min 12 s \| \| \| 9.º \| Didier Chaparro \| IDEA-Ag. Antioqueño-Ind. Antioquia-Lot. Medellín \| + 1 min 12 s \| \| \| 10.º \| Germán Darío Gómez \| UAE Team Colombia \| + 1 min 15 s \| \| |                           |                                                  |              |
| |                           |                                                  |              |
| |                           |                                                  |              |
| Clasificación de la etapa |                           |                                                  |              |
| Ciclista | Ciclista                  | Equipo                                           | Tiempo       |
| 1.º | Óscar Sevilla             | Medellín                                         | 31 min 59 s  |
| 2.º | Fabio Duarte              | Medellín                                         | + 5 s        |
| 3.º | José Tito Hernández       | Medellín                                         | + 18 s       |
| 4.º | Didier Merchán            | Colombia Tierra de Atletas-GW Bicicletas         | + 23 s       |
| 5.º | Wilson Peña Molano        | Colombia Tierra de Atletas-GW Bicicletas         | + 33 s       |
| 6.º | Brayan Sánchez            | Medellín                                         | + 46 s       |
| 7.º | Salvador Moreno Hernández | EBSA Empresa de Energía Boyacá                   | + 1 min 02 s |
| 8.º | Rafael Stiven Pineda      | UAE Team Colombia                                | + 1 min 12 s |
| 9.º | Didier Chaparro           | IDEA-Ag. Antioqueño-Ind. Antioquia-Lot. Medellín | + 1 min 12 s |
| 10.º | Germán Darío Gómez        | UAE Team Colombia                                | + 1 min 15 s |

| \| Clasificación general \| Clasificación general \| Clasificación general \| Clasificación general \| Clasificación general \| \| Ciclista \| Ciclista \| Equipo \| Tiempo \| \| \| --------------------- \| --------------------- \| ------------------------------------------------ \| --------------------- \| --------------------- \| \| 1.º \| José Tito Hernández \| Medellín \| 12 h 58 min 09 s \| \| \| 2.º \| Óscar Sevilla \| Medellín \| + 0 s \| \| \| 3.º \| Didier Merchán \| Colombia Tierra de Atletas-GW Bicicletas \| + 6 s \| \| \| 4.º \| Rafael Stiven Pineda \| UAE Team Colombia \| + 40 s \| \| \| 5.º \| Wilson Peña Molano \| Colombia Tierra de Atletas-GW Bicicletas \| + 44 s \| \| \| 6.º \| Fabio Duarte \| Medellín \| + 1 min 02 s \| \| \| 7.º \| Brayan Sánchez \| Medellín \| + 1 min 26 s \| \| \| 8.º \| Nicolás Paredes \| Medellín \| + 1 min 39 s \| \| \| 9.º \| Adrián Bustamante \| UAE Team Colombia \| + 2 min 13 s \| \| \| 10.º \| Didier Chaparro \| IDEA-Ag. Antioqueño-Ind. Antioquia-Lot. Medellín \| + 2 min 14 s \| \| |                      |                                                  |                  |
| |                      |                                                  |                  |
| |                      |                                                  |                  |
| Clasificación general |                      |                                                  |                  |
| Ciclista | Ciclista             | Equipo                                           | Tiempo           |
| 1.º | José Tito Hernández  | Medellín                                         | 12 h 58 min 09 s |
| 2.º | Óscar Sevilla        | Medellín                                         | + 0 s            |
| 3.º | Didier Merchán       | Colombia Tierra de Atletas-GW Bicicletas         | + 6 s            |
| 4.º | Rafael Stiven Pineda | UAE Team Colombia                                | + 40 s           |
| 5.º | Wilson Peña Molano   | Colombia Tierra de Atletas-GW Bicicletas         | + 44 s           |
| 6.º | Fabio Duarte         | Medellín                                         | + 1 min 02 s     |
| 7.º | Brayan Sánchez       | Medellín                                         | + 1 min 26 s     |
| 8.º | Nicolás Paredes      | Medellín                                         | + 1 min 39 s     |
| 9.º | Adrián Bustamante    | UAE Team Colombia                                | + 2 min 13 s     |
| 10.º | Didier Chaparro      | IDEA-Ag. Antioqueño-Ind. Antioquia-Lot. Medellín | + 2 min 14 s     |

### 6.ª etapa
| Pereira - Riosucio | etapa de montaña | (123,5 km) |

| \| Clasificación de la etapa \| Clasificación de la etapa \| Clasificación de la etapa \| Clasificación de la etapa \| Clasificación de la etapa \| \| Ciclista \| Ciclista \| Equipo \| Tiempo \| \| \| ------------------------- \| ------------------------- \| ------------------------------------------------ \| ------------------------- \| ------------------------- \| \| 1.º \| Javier Jamaica \| Colnago CM Team \| 3 h 13 min 33 s \| \| \| 2.º \| José Tito Hernández \| Medellín \| + 0 s \| \| \| 3.º \| Adrián Bustamante \| UAE Team Colombia \| + 15 s \| \| \| 4.º \| Óscar Sevilla \| Medellín \| + 15 s \| \| \| 5.º \| Brayan Sánchez \| Medellín \| + 15 s \| \| \| 6.º \| Didier Merchán \| Colombia Tierra de Atletas-GW Bicicletas \| + 15 s \| \| \| 7.º \| Juan Tito Rendón \| UAE Team Colombia \| + 15 s \| \| \| 8.º \| Fabio Duarte \| Medellín \| + 15 s \| \| \| 9.º \| Rafael Stiven Pineda \| UAE Team Colombia \| + 15 s \| \| \| 10.º \| Didier Chaparro \| IDEA-Ag. Antioqueño-Ind. Antioquia-Lot. Medellín \| + 15 s \| \| |                      |                                                  |                 |
| |                      |                                                  |                 |
| |                      |                                                  |                 |
| Clasificación de la etapa |                      |                                                  |                 |
| Ciclista | Ciclista             | Equipo                                           | Tiempo          |
| 1.º | Javier Jamaica       | Colnago CM Team                                  | 3 h 13 min 33 s |
| 2.º | José Tito Hernández  | Medellín                                         | + 0 s           |
| 3.º | Adrián Bustamante    | UAE Team Colombia                                | + 15 s          |
| 4.º | Óscar Sevilla        | Medellín                                         | + 15 s          |
| 5.º | Brayan Sánchez       | Medellín                                         | + 15 s          |
| 6.º | Didier Merchán       | Colombia Tierra de Atletas-GW Bicicletas         | + 15 s          |
| 7.º | Juan Tito Rendón     | UAE Team Colombia                                | + 15 s          |
| 8.º | Fabio Duarte         | Medellín                                         | + 15 s          |
| 9.º | Rafael Stiven Pineda | UAE Team Colombia                                | + 15 s          |
| 10.º | Didier Chaparro      | IDEA-Ag. Antioqueño-Ind. Antioquia-Lot. Medellín | + 15 s          |

| \| Clasificación general \| Clasificación general \| Clasificación general \| Clasificación general \| Clasificación general \| \| Ciclista \| Ciclista \| Equipo \| Tiempo \| \| \| --------------------- \| --------------------- \| ------------------------------------------------ \| --------------------- \| --------------------- \| \| 1.º \| José Tito Hernández \| Medellín \| 16 h 11 min 36 s \| \| \| 2.º \| Óscar Sevilla \| Medellín \| + 21 s \| \| \| 3.º \| Didier Merchán \| Colombia Tierra de Atletas-GW Bicicletas \| + 27 s \| \| \| 4.º \| Rafael Stiven Pineda \| UAE Team Colombia \| + 1 min 01 s \| \| \| 5.º \| Fabio Duarte \| Medellín \| + 1 min 23 s \| \| \| 6.º \| Brayan Sánchez \| Medellín \| + 1 min 43 s \| \| \| 7.º \| Wilson Peña Molano \| Colombia Tierra de Atletas-GW Bicicletas \| + 2 min 14 s \| \| \| 8.º \| Adrián Bustamante \| UAE Team Colombia \| + 2 min 30 s \| \| \| 9.º \| Didier Chaparro \| IDEA-Ag. Antioqueño-Ind. Antioquia-Lot. Medellín \| + 2 min 35 s \| \| \| 10.º \| Nicolás Paredes \| Medellín \| + 3 min 07 s \| \| |                      |                                                  |                  |
| |                      |                                                  |                  |
| |                      |                                                  |                  |
| Clasificación general |                      |                                                  |                  |
| Ciclista | Ciclista             | Equipo                                           | Tiempo           |
| 1.º | José Tito Hernández  | Medellín                                         | 16 h 11 min 36 s |
| 2.º | Óscar Sevilla        | Medellín                                         | + 21 s           |
| 3.º | Didier Merchán       | Colombia Tierra de Atletas-GW Bicicletas         | + 27 s           |
| 4.º | Rafael Stiven Pineda | UAE Team Colombia                                | + 1 min 01 s     |
| 5.º | Fabio Duarte         | Medellín                                         | + 1 min 23 s     |
| 6.º | Brayan Sánchez       | Medellín                                         | + 1 min 43 s     |
| 7.º | Wilson Peña Molano   | Colombia Tierra de Atletas-GW Bicicletas         | + 2 min 14 s     |
| 8.º | Adrián Bustamante    | UAE Team Colombia                                | + 2 min 30 s     |
| 9.º | Didier Chaparro      | IDEA-Ag. Antioqueño-Ind. Antioquia-Lot. Medellín | + 2 min 35 s     |
| 10.º | Nicolás Paredes      | Medellín                                         | + 3 min 07 s     |

### 7.ª etapa
| La Pintada - Caldas | etapa de montaña | (59,2 km) |

| \| Clasificación de la etapa \| Clasificación de la etapa \| Clasificación de la etapa \| Clasificación de la etapa \| Clasificación de la etapa \| \| Ciclista \| Ciclista \| Equipo \| Tiempo \| \| \| ------------------------- \| ------------------------- \| ---------------------------------------- \| ------------------------- \| ------------------------- \| \| 1.º \| Adrián Bustamante \| UAE Team Colombia \| 2 h 06 min 52 s \| \| \| 2.º \| Robinson Chalapud \| Medellín \| + 0 s \| \| \| 3.º \| Cristhian Montoya \| Medellín \| + 27 s \| \| \| 4.º \| Fabio Duarte \| Medellín \| + 1 min 03 s \| \| \| 5.º \| Brayan Sánchez \| Medellín \| + 1 min 03 s \| \| \| 6.º \| Óscar Sevilla \| Medellín \| + 1 min 03 s \| \| \| 7.º \| Juan Tito Rendón \| UAE Team Colombia \| + 1 min 03 s \| \| \| 8.º \| José Tito Hernández \| Medellín \| + 1 min 03 s \| \| \| 9.º \| Didier Merchán \| Colombia Tierra de Atletas-GW Bicicletas \| + 1 min 03 s \| \| \| 10.º \| Michael Rodríguez \| EBSA Empresa de Energía Boyacá \| + 1 min 03 s \| \| |                     |                                          |                 |
| |                     |                                          |                 |
| |                     |                                          |                 |
| Clasificación de la etapa |                     |                                          |                 |
| Ciclista | Ciclista            | Equipo                                   | Tiempo          |
| 1.º | Adrián Bustamante   | UAE Team Colombia                        | 2 h 06 min 52 s |
| 2.º | Robinson Chalapud   | Medellín                                 | + 0 s           |
| 3.º | Cristhian Montoya   | Medellín                                 | + 27 s          |
| 4.º | Fabio Duarte        | Medellín                                 | + 1 min 03 s    |
| 5.º | Brayan Sánchez      | Medellín                                 | + 1 min 03 s    |
| 6.º | Óscar Sevilla       | Medellín                                 | + 1 min 03 s    |
| 7.º | Juan Tito Rendón    | UAE Team Colombia                        | + 1 min 03 s    |
| 8.º | José Tito Hernández | Medellín                                 | + 1 min 03 s    |
| 9.º | Didier Merchán      | Colombia Tierra de Atletas-GW Bicicletas | + 1 min 03 s    |
| 10.º | Michael Rodríguez   | EBSA Empresa de Energía Boyacá           | + 1 min 03 s    |

| \| Clasificación general \| Clasificación general \| Clasificación general \| Clasificación general \| Clasificación general \| \| Ciclista \| Ciclista \| Equipo \| Tiempo \| \| \| --------------------- \| --------------------- \| ------------------------------------------------ \| --------------------- \| --------------------- \| \| 1.º \| José Tito Hernández \| Medellín \| 18 h 19 min 31 s \| \| \| 2.º \| Óscar Sevilla \| Medellín \| + 21 s \| \| \| 3.º \| Didier Merchán \| Colombia Tierra de Atletas-GW Bicicletas \| + 27 s \| \| \| 4.º \| Rafael Stiven Pineda \| UAE Team Colombia \| + 1 min 01 s \| \| \| 5.º \| Adrián Bustamante \| UAE Team Colombia \| + 1 min 17 s \| \| \| 6.º \| Fabio Duarte \| Medellín \| + 1 min 23 s \| \| \| 7.º \| Brayan Sánchez \| Medellín \| + 1 min 43 s \| \| \| 8.º \| Didier Chaparro \| IDEA-Ag. Antioqueño-Ind. Antioquia-Lot. Medellín \| + 2 min 35 s \| \| \| 9.º \| Javier Jamaica \| Colnago CM Team \| + 3 min 26 s \| \| \| 10.º \| Juan Tito Rendón \| UAE Team Colombia \| + 3 min 50 s \| \| |                      |                                                  |                  |
| |                      |                                                  |                  |
| |                      |                                                  |                  |
| Clasificación general |                      |                                                  |                  |
| Ciclista | Ciclista             | Equipo                                           | Tiempo           |
| 1.º | José Tito Hernández  | Medellín                                         | 18 h 19 min 31 s |
| 2.º | Óscar Sevilla        | Medellín                                         | + 21 s           |
| 3.º | Didier Merchán       | Colombia Tierra de Atletas-GW Bicicletas         | + 27 s           |
| 4.º | Rafael Stiven Pineda | UAE Team Colombia                                | + 1 min 01 s     |
| 5.º | Adrián Bustamante    | UAE Team Colombia                                | + 1 min 17 s     |
| 6.º | Fabio Duarte         | Medellín                                         | + 1 min 23 s     |
| 7.º | Brayan Sánchez       | Medellín                                         | + 1 min 43 s     |
| 8.º | Didier Chaparro      | IDEA-Ag. Antioqueño-Ind. Antioquia-Lot. Medellín | + 2 min 35 s     |
| 9.º | Javier Jamaica       | Colnago CM Team                                  | + 3 min 26 s     |
| 10.º | Juan Tito Rendón     | UAE Team Colombia                                | + 3 min 50 s     |

### 8.ª etapa
| Medellín - Concepción | etapa de media montaña | (130,6 km) |

| \| Clasificación de la etapa \| Clasificación de la etapa \| Clasificación de la etapa \| Clasificación de la etapa \| Clasificación de la etapa \| \| Ciclista \| Ciclista \| Equipo \| Tiempo \| \| \| ------------------------- \| ------------------------- \| ---------------------------------------------- \| ------------------------- \| ------------------------- \| \| 1.º \| Cristhian Montoya \| Medellín \| 3 h 14 min 14 s \| \| \| 2.º \| Germán Darío Gómez \| UAE Team Colombia \| + 1 min 31 s \| \| \| 3.º \| Yecid Sierra \| Tianyoude Hotel Cycling Team \| + 2 min 38 s \| \| \| 4.º \| Santiago Ramírez Duque \| Avinal-GW-Sistecrédito \| + 2 min 50 s \| \| \| 5.º \| Julián Cardona \| Colnago CM Team \| + 3 min 12 s \| \| \| 6.º \| Camilo Castiblanco \| Alcaldía de La Vega - Loteboy - A Tope Cycling \| + 3 min 41 s \| \| \| 7.º \| Diego Cano \| Colombia Tierra de Atletas-GW Bicicletas \| + 3 min 43 s \| \| \| 8.º \| Eli Saúl Burgos \| Colnago CM Team \| + 3 min 51 s \| \| \| 9.º \| Salvador Moreno Hernández \| EBSA Empresa de Energía Boyacá \| + 4 min 24 s \| \| \| 10.º \| Juan Diego Guerrero \| Avinal-GW-Sistecrédito \| + 4 min 29 s \| \| |                           |                                                |                 |
| |                           |                                                |                 |
| |                           |                                                |                 |
| Clasificación de la etapa |                           |                                                |                 |
| Ciclista | Ciclista                  | Equipo                                         | Tiempo          |
| 1.º | Cristhian Montoya         | Medellín                                       | 3 h 14 min 14 s |
| 2.º | Germán Darío Gómez        | UAE Team Colombia                              | + 1 min 31 s    |
| 3.º | Yecid Sierra              | Tianyoude Hotel Cycling Team                   | + 2 min 38 s    |
| 4.º | Santiago Ramírez Duque    | Avinal-GW-Sistecrédito                         | + 2 min 50 s    |
| 5.º | Julián Cardona            | Colnago CM Team                                | + 3 min 12 s    |
| 6.º | Camilo Castiblanco        | Alcaldía de La Vega - Loteboy - A Tope Cycling | + 3 min 41 s    |
| 7.º | Diego Cano                | Colombia Tierra de Atletas-GW Bicicletas       | + 3 min 43 s    |
| 8.º | Eli Saúl Burgos           | Colnago CM Team                                | + 3 min 51 s    |
| 9.º | Salvador Moreno Hernández | EBSA Empresa de Energía Boyacá                 | + 4 min 24 s    |
| 10.º | Juan Diego Guerrero       | Avinal-GW-Sistecrédito                         | + 4 min 29 s    |

## Clasificaciones finales
- Las clasificaciones finalizaron de la siguiente forma:[3]

### Clasificación general
| \| Clasificación general \| Clasificación general \| Clasificación general \| Clasificación general \| Clasificación general \| \| Ciclista \| Ciclista \| Equipo \| Tiempo \| \| \| --------------------- \| --------------------- \| ------------------------------------------------ \| --------------------- \| --------------------- \| \| 1.º \| José Tito Hernández \| Medellín \| 21 h 39 min 37 s \| \| \| 2.º \| Óscar Sevilla \| Medellín \| + 21 s \| \| \| 3.º \| Didier Merchán \| Colombia Tierra de Atletas-GW Bicicletas \| + 28 s \| \| \| 4.º \| Rafael Stiven Pineda \| UAE Team Colombia \| + 1 min 02 s \| \| \| 5.º \| Adrián Bustamante \| UAE Team Colombia \| + 1 min 18 s \| \| \| 6.º \| Fabio Duarte \| Medellín \| + 1 min 24 s \| \| \| 7.º \| Brayan Sánchez \| Medellín \| + 1 min 44 s \| \| \| 8.º \| Didier Chaparro \| IDEA-Ag. Antioqueño-Ind. Antioquia-Lot. Medellín \| + 2 min 36 s \| \| \| 9.º \| Javier Jamaica \| Colnago CM Team \| + 3 min 27 s \| \| \| 10.º \| Juan Tito Rendón \| UAE Team Colombia \| + 3 min 51 s \| \| |                      |                                                  |                  |
| |                      |                                                  |                  |
| |                      |                                                  |                  |
| Clasificación general |                      |                                                  |                  |
| Ciclista | Ciclista             | Equipo                                           | Tiempo           |
| 1.º | José Tito Hernández  | Medellín                                         | 21 h 39 min 37 s |
| 2.º | Óscar Sevilla        | Medellín                                         | + 21 s           |
| 3.º | Didier Merchán       | Colombia Tierra de Atletas-GW Bicicletas         | + 28 s           |
| 4.º | Rafael Stiven Pineda | UAE Team Colombia                                | + 1 min 02 s     |
| 5.º | Adrián Bustamante    | UAE Team Colombia                                | + 1 min 18 s     |
| 6.º | Fabio Duarte         | Medellín                                         | + 1 min 24 s     |
| 7.º | Brayan Sánchez       | Medellín                                         | + 1 min 44 s     |
| 8.º | Didier Chaparro      | IDEA-Ag. Antioqueño-Ind. Antioquia-Lot. Medellín | + 2 min 36 s     |
| 9.º | Javier Jamaica       | Colnago CM Team                                  | + 3 min 27 s     |
| 10.º | Juan Tito Rendón     | UAE Team Colombia                                | + 3 min 51 s     |

### Clasificación de la regularidad
| Clasificación por puntos | Clasificación por puntos | Clasificación por puntos                 | Clasificación por puntos | Clasificación por puntos |
| Ciclista                 | Ciclista                 | Equipo                                   | Puntos                   |                          |
| ------------------------ | ------------------------ | ---------------------------------------- | ------------------------ | ------------------------ |
| 1.º                      | Óscar Sevilla            | Medellín                                 | 45 pts                   |                          |
| 2.º                      | Adrián Bustamante        | UAE Team Colombia                        | 32 pts                   |                          |
| 3.º                      | José Tito Hernández      | Medellín                                 | 31 pts                   |                          |
| 4.º                      | Cristhian Montoya        | Medellín                                 | 28 pts                   |                          |
| 5.º                      | Óscar Quiroz             | Colombia Tierra de Atletas-GW Bicicletas | 26 pts                   |                          |
| 6.º                      | Rafael Stiven Pineda     | UAE Team Colombia                        | 26 pts                   |                          |
| 7.º                      | Brayan Sánchez           | Medellín                                 | 25 pts                   |                          |
| 8.º                      | Javier Jamaica           | Colnago CM Team                          | 21 pts                   |                          |
| 9.º                      | Didier Merchán           | Colombia Tierra de Atletas-GW Bicicletas | 21 pts                   |                          |
| 10.º                     | Fabio Duarte             | Medellín                                 | 21 pts                   |                          |

### Clasificación de la montaña
| Clasificación de la montaña | Clasificación de la montaña | Clasificación de la montaña                    | Clasificación de la montaña | Clasificación de la montaña |
| Ciclista                    | Ciclista                    | Equipo                                         | Puntos                      |                             |
| --------------------------- | --------------------------- | ---------------------------------------------- | --------------------------- | --------------------------- |
| 1.º                         | Salvador Moreno Hernández   | EBSA Empresa de Energía Boyacá                 | 63 pts                      |                             |
| 2.º                         | Cristhian Montoya           | Medellín                                       | 33 pts                      |                             |
| 3.º                         | Nicolás Paredes             | Medellín                                       | 27 pts                      |                             |
| 4.º                         | Brayan Sánchez              | Medellín                                       | 24 pts                      |                             |
| 5.º                         | Robinson Chalapud           | Medellín                                       | 18 pts                      |                             |
| 6.º                         | José Tito Hernández         | Medellín                                       | 14 pts                      |                             |
| 7.º                         | Adrián Bustamante           | UAE Team Colombia                              | 14 pts                      |                             |
| 8.º                         | Diego Cano                  | Colombia Tierra de Atletas-GW Bicicletas       | 13 pts                      |                             |
| 9.º                         | Julián Cardona              | Colnago CM Team                                | 12 pts                      |                             |
| 10.º                        | Camilo Castiblanco          | Alcaldía de La Vega - Loteboy - A Tope Cycling | 11 pts                      |                             |

### Clasificación de las metas volantes
| Clasificación de las metas volantes | Clasificación de las metas volantes | Clasificación de las metas volantes            | Clasificación de las metas volantes | Clasificación de las metas volantes |
| Ciclista                            | Ciclista                            | Equipo                                         | Puntos                              |                                     |
| ----------------------------------- | ----------------------------------- | ---------------------------------------------- | ----------------------------------- | ----------------------------------- |
| 1.º                                 | Jordan Parra                        | EBSA Empresa de Energía Boyacá                 | 14 pts                              |                                     |
| 2.º                                 | Camilo Castiblanco                  | Alcaldía de La Vega - Loteboy - A Tope Cycling | 9 pts                               |                                     |
| 3.º                                 | Jhon Iguavita                       | Alcaldía de La Vega - Loteboy - A Tope Cycling | 9 pts                               |                                     |
| 4.º                                 | Brayan Sánchez                      | Medellín                                       | 6 pts                               |                                     |
| 5.º                                 | Felipe Morales                      | Team Neiva - HyF Sport                         | 5 pts                               |                                     |
| 6.º                                 | Weimar Roldán                       | Medellín                                       | 4 pts                               |                                     |
| 7.º                                 | Santiago Ramírez Duque              | Avinal-GW-Sistecrédito                         | 4 pts                               |                                     |
| 8.º                                 | Daniel David Hoyos                  | Avinal-Sistecredito-GW                         | 4 pts                               |                                     |
| 9.º                                 | Cristhian Montoya                   | Medellín                                       | 3 pts                               |                                     |
| 10.º                                | Jaime Castañeda                     | Fuerzas Armadas - Alcubo Travel                | 3 pts                               |                                     |

### Clasificación de los jóvenes
| Clasificación del mejor joven | Clasificación del mejor joven | Clasificación del mejor joven            | Clasificación del mejor joven | Clasificación del mejor joven |
| Ciclista                      | Ciclista                      | Equipo                                   | Tiempo                        |                               |
| ----------------------------- | ----------------------------- | ---------------------------------------- | ----------------------------- | ----------------------------- |
| 1.º                           | Didier Merchán                | Colombia Tierra de Atletas-GW Bicicletas | 21 h 40 min 05 s              |                               |
| 2.º                           | Rafael Stiven Pineda          | UAE Team Colombia                        | + 34 s                        |                               |
| 3.º                           | Adrián Bustamante             | UAE Team Colombia                        | + 50 s                        |                               |
| 4.º                           | Juan Tito Rendón              | UAE Team Colombia                        | + 3 min 23 s                  |                               |
| 5.º                           | Wilson Peña Molano            | Colombia Tierra de Atletas-GW Bicicletas | + 5 min 03 s                  |                               |
| 6.º                           | Esteban Toro Zuluaga          | UAE Team Colombia                        | + 12 min 00 s                 |                               |
| 7.º                           | Roosbelth Rojas               | UAE Team Colombia                        | + 12 min 53 s                 |                               |
| 8.º                           | Santiago Ramírez Duque        | Avinal-GW-Sistecrédito                   | + 16 min 01 s                 |                               |
| 9.º                           | Eli Saúl Burgos               | Colnago CM Team                          | + 16 min 33 s                 |                               |
| 10.º                          | José Vega                     | Avinal-GW-Sistecrédito                   | + 21 min 11 s                 |                               |

### Clasificación por equipos
| Clasificación por equipos | Clasificación por equipos                      | Clasificación por equipos | Clasificación por equipos |
| Equipo                    | Equipo                                         | Tiempo                    |                           |
| ------------------------- | ---------------------------------------------- | ------------------------- | ------------------------- |
| 1.º                       | Medellín                                       | 62 h 24 min 57 s          |                           |
| 2.º                       | UAE Team Colombia                              | + 4 min 29 s              |                           |
| 3.º                       | Colombia Tierra de Atletas-GW Bicicletas       | + 16 min 23 s             |                           |
| 4.º                       | Aguardiente Néctar-Indeportes Cundinamarca     | + 31 min 52 s             |                           |
| 5.º                       | Avinal-Sistecredito-GW                         | + 36 min 43 s             |                           |
| 6.º                       | Colnago CM Team                                | + 38 min 13 s             |                           |
| 7.º                       | EBSA Empresa de Energía Boyacá                 | + 43 min 41 s             |                           |
| 8.º                       | Alcaldía de La Vega - Loteboy - A Tope Cycling | + 1 h 09 min 32 s         |                           |
| 9.º                       | Manzur Cycling Design                          | + 1 h 14 min 39 s         |                           |
| 10.º                      | Equipo Continental Orgullo Paisa               | + 1 h 33 min 56 s         |                           |

## Evolución de las clasificaciones
| Etapa                   | Ganador de etapa        | Clasificación general | Clasificación de la montaña | Clasificación de la regularidad | Clasificación de la combatividad | Clasificación de las metas volantes | Clasificación sub-23 | Clasificación sprint especial | Clasificación de la gran diferencia | Clasificación de la excelencia | Clasificación por equipos |
| ----------------------- | ----------------------- | --------------------- | --------------------------- | ------------------------------- | -------------------------------- | ----------------------------------- | -------------------- | ----------------------------- | ----------------------------------- | ------------------------------ | ------------------------- |
| 1.ª                     | Medellín                | Brayan Sánchez        | Edison Muñoz                | Óscar Quiroz                    | Kevin Arango                     | Andrés Camilo Pedroza               | Wilson Peña Molano   | Diego Cano                    | Juan Pablo Restrepo Herrera         | Bernardo Suaza                 | Medellín                  |
| 2.ª                     | Edison Muñoz            | Óscar Sevilla         | Juan José Carrero           | Edison Muñoz                    | Edison Muñoz                     | Javier González Girón               | Wilson Peña Molano   | Bernardo Suaza                | Bernardo Suaza                      | Felipe Morales                 | Medellín                  |
| 3.ª                     | Óscar Quiroz            | Óscar Quiroz          | Salvador Moreno Hernández   | Óscar Quiroz                    | Óscar Quiroz                     | Bernardo Suaza                      | Wilson Peña Molano   | Bernardo Suaza                | Bernardo Suaza                      | Daniel Hoyos                   | Medellín                  |
| 4.ª                     | Róbigzon Oyola          | Rafael Stiven Pineda  | Salvador Moreno Hernández   | Óscar Quiroz                    | Óscar Quiroz                     | Nelson Soto Martínez                | Rafael Stiven Pineda | Bernardo Suaza                | Bernardo Suaza                      | Didier Chaparro                | Medellín                  |
| 5.ª                     | Óscar Sevilla           | José Tito Hernández   | Salvador Moreno Hernández   | Óscar Sevilla                   | Óscar Quiroz                     | Nelson Soto Martínez                | Didier Merchán       | Bernardo Suaza                | Bernardo Suaza                      | Roberto Estrada Ibarra         | Medellín                  |
| 6.ª                     | Javier Jamaica          | José Tito Hernández   | Salvador Moreno Hernández   | Óscar Sevilla                   | Óscar Quiroz                     | Jordan Parra                        | Didier Merchán       | Andrés Camilo Pedroza         | Brayan Sánchez                      | Daniel David Hoyos             | Medellín                  |
| 7.ª                     | Adrián Bustamante       | José Tito Hernández   | Salvador Moreno Hernández   | Óscar Sevilla                   | Óscar Quiroz                     | Jordan Parra                        | Didier Merchán       | Andrés Camilo Pedroza         | Camilo Castiblanco                  | Diyer Rincón                   | Medellín                  |
| 8.ª                     | Cristhian Montoya       | José Tito Hernández   | Salvador Moreno Hernández   | Óscar Sevilla                   | Cristhian Montoya                | Jordan Parra                        | Didier Merchán       | Andrés Camilo Pedroza         | Camilo Castiblanco                  | Jaime Castañeda                | Medellín                  |
| Clasificaciones finales | Clasificaciones finales | José Tito Hernández   | Salvador Moreno Hernández   | Óscar Sevilla                   | Cristhian Montoya                | Jordan Parra                        | Didier Merchán       | Andrés Camilo Pedroza         | Camilo Castiblanco                  | Jaime Castañeda                | Medellín                  |